# Lipanali
Lipanali (georgisch ლიფანალი) ist ein swanischer Ritus, welcher sich den Seelen der Verstorbenen widmet.
Die Swanen glauben, dass die Seelen ihrer verstorbenen Familienangehörigen einmal im Jahr, am Abend des 18. Januar, zu ihnen nach Hause kommen und bis zum darauffolgenden Montag im Haus verweilen. Sie betrachten es als ihre Pflicht, die Seelen ihrer verstorbenen Angehörigen bestmöglich zu bewirten, da sich die Seelen, nach Vorstellung der Swanen, ebenso um das Seelenheil der noch lebenden Familienangehörigen kümmern. Für die Swanen existiert zwischen Diesseits und Jenseits nur eine „dünne Wand“, so dass die Verstorbenen einen wichtigen Teil ihres kulturellen und religiösen Lebens darstellen.
Der Ritus wird noch heute aktiv im gesamten Swanetien alljährlich durchgeführt. Besonders aktiv ist er jedoch im nordöstlichen Teil Swanetiens, dem sogenannten Oberswanetien. Da viele Swanen aufgrund ökologischer und ökonomischer Gründe Swanetien verlassen und nach Kachetien übergesiedelt sind, hat die Zahl der Träger des Ritus stark abgenommen. Zwar wird auch von den außerhalb Swanetiens lebenden Swanen der Ritus durchgeführt, jedoch oft in abgewandelter und abgeschwächter Form.